# Куп Југославије у фудбалу 1983/84.
Куп Југославије 1983/84. је била 36. сезона најбољег фудбалског такмичења у СФР Југославији, Југословенски купа (српскохрватски: Куп Југославије), познатог и као „Куп маршала Тита“ (Куп Маршала Тита), од његовог оснивања 1946.

## Календар такмичења
| Рунда        | Датум               | Клубова | Фазе    |
| ------------ | ------------------- | ------- | ------- |
| Прва рунда   | 21. септембар 1983. | 16      | 32 → 16 |
| Друга рунда  | 16. новембар 1983.  | 8       | 16 → 8  |
| Четвртфинале | 18. април 1984.     | 8       | 8 → 4   |
| Полуфинале   | 2. мај 1984.        | 4       | 4 → 2   |
| Финале       | 9. и 24. мај 1984.  | 2       | 2 → 1   |

## Прва рунда
| Бр. ут.                                       | Домаћин             | Резултат | Гост                |
| --------------------------------------------- | ------------------- | -------- | ------------------- |
| 1                                             | ОФК Титоград        | 0–3      | Сарајево            |
| 2                                             | Пролетер Зрењанин   | 1–3      | Раднички Ниш        |
| 3                                             | Витез               | 0–0      | Ријека              |
| НК Ријека је са 6 – 5 победила у пенал серији |                     |          |                     |
| 4                                             | ОФК Београд         | 1–0      | Партизан            |
| 5                                             | Локомотива Винковци | 1–1      | Осијек              |
| НК Осијек је са 7 – 6 победио у пенал серији  |                     |          |                     |
| 6                                             | Војводина           | 1–0      | Борац Чачак         |
| 7                                             | Дрина Зворник       | 1–0      | Вележ Мостар        |
| 8                                             | Беласица            | 0–1      | Динамо Загреб       |
| 9                                             | Дубочица            | 2–0      | Олимпија Љубљана    |
| 10                                            | Металац Сисак       | 2–1      | Вардар              |
| 11                                            | Марибор             | 0–1      | Хајдук Сплит        |
| 12                                            | Слобода Тузла       | 3–0      | Раднички Пирот      |
| 13                                            | ГОШК Југ            | 3–1      | Будућност Титоград  |
| 14                                            | Црвена звезда       | 3–2      | Приштина            |
| 15                                            | Галеника Земун      | 2–1      | Жељезничар Сарајево |
| 16                                            | Динамо Винковци     | 2–1      | Спартак Суботица    |

## Друга рунда
| Бр. ут.                                          | Домаћин       | Резултат | Гост            |
| ------------------------------------------------ | ------------- | -------- | --------------- |
| 1                                                | НК Осијек     | 2–2      | Металац Сисак   |
| Металац Сисак је са 5 – 4 победио у пенал серији |               |          |                 |
| 2                                                | Сарајево      | 4–1      | Динамо Винковци |
| 3                                                | Раднички Ниш  | 2–1      | ОФК Београд     |
| 4                                                | Динамо Загреб | 2–0      | Слобода Тузла   |
| 5                                                | Ријека        | 2–1      | Дрина Зворник   |
| 6                                                | Хајдук Сплит  | 6–2      | Галеника Земун  |
| 7                                                | Дубочица      | 0–1      | Црвена звезда   |
| 8                                                | ГОШК Југ      | 1–0      | Војводина       |

## Четвртфинале
| Бр. ут. | Домаћин       | Резултат | Гост          |
| ------- | ------------- | -------- | ------------- |
| 1       | Динамо Загреб | 2–0      | Раднички Ниш  |
| 2       | Металац Сисак | 1–0      | ГОШК Југ      |
| 3       | Ријека        | 1–4      | Црвена звезда |
| 4       | Сарајево      | 0–4      | Хајдук Сплит  |

## Полуфинале
| Бр. ут. | Домаћин       | Резултат | Гост          |
| ------- | ------------- | -------- | ------------- |
| 1       | Црвена звезда | 2–1      | Динамо Загреб |
| 2       | Хајдук Сплит  | 2–1      | Металац Сисак |

## Финале

### Први меч
| Клуб                                 | Резултат | Клуб |
| ------------------------------------ | --- | --- |
| Хајдук Сплит                         | 2 - 1 | Црвена звезда |
| Датум                                | 9. мај, 1984. | 9. мај, 1984. |
| Стадион                              | Стадион Пољуд, Сплит | Стадион Пољуд, Сплит |
| Гледалаца                            | 12.000 | 12.000 |
| Судија                               | Фазлагић, Сарајево | Фазлагић, Сарајево |
| Хајдук Сплит (тренер: Петар Надвеза) | Зоран Симовић, Зоран Вулић, Горан Шушњара, Драгутин Челић (' Џевад Прекази), Јосип Чоп, Ведран Рожић, Златко Вујовић, Блаж Слишковић, Зоран Вујовић, Ненад Шалов, Иве Јеролимов                                       | Зоран Симовић, Зоран Вулић, Горан Шушњара, Драгутин Челић (' Џевад Прекази), Јосип Чоп, Ведран Рожић, Златко Вујовић, Блаж Слишковић, Зоран Вујовић, Ненад Шалов, Иве Јеролимов                                       |
| Црвена звезда (тренер: Гојко Зец)    | Томислав Ивковић, Мирослав Шугар, Милан Јовин, Драган Милетовић, Марко Елснер, Иван Јуришић, Милош Шестић, Митар Мркела (' Жарко Ђуровић), Јовица Николић (' Недељко Милосављевић), Ђорђе Миловановић, Милко Ђуровски | Томислав Ивковић, Мирослав Шугар, Милан Јовин, Драган Милетовић, Марко Елснер, Иван Јуришић, Милош Шестић, Митар Мркела (' Жарко Ђуровић), Јовица Николић (' Недељко Милосављевић), Ђорђе Миловановић, Милко Ђуровски |
| Стрелци                              | 1-0 Слишковић 3' 1-1 Мркела 11' 2-1 Вулић 87' (пен.) | 1-0 Слишковић 3' 1-1 Мркела 11' 2-1 Вулић 87' (пен.) |

### Други меч
| Клуб                                  | Резултат | Клуб |
| ------------------------------------- | --- | --- |
| Црвена звезда                         | 0 - 0 | Хајдук Сплит |
| Датум                                 | 24. мај, 1984. | 24. мај, 1984. |
| Стадион                               | Стадион ФК Црвена звезда, Београд | Стадион ФК Црвена звезда, Београд |
| Гледалаца                             | 70.000 | 70.000 |
| Судија                                | Шинаси, Приштина | Шинаси, Приштина |
| Црвена звезда (тренер: Гојко Зец)     | Томислав Ивковић, Мирослав Шугар, Милан Јовин, Драган Милетовић, Марко Елснер, Иван Јуришић, Милош Шестић, Митар Мркела (' Жарко Ђуровић), Јовица Николић (' Ранко Ђорђић), Ђорђе Миловановић, Милан Јанковић | Томислав Ивковић, Мирослав Шугар, Милан Јовин, Драган Милетовић, Марко Елснер, Иван Јуришић, Милош Шестић, Митар Мркела (' Жарко Ђуровић), Јовица Николић (' Ранко Ђорђић), Ђорђе Миловановић, Милан Јанковић |
| Хајдук Сплит (тренер: Петар Надовеза) | Зоран Симовић, Зоран Вулић, Бранко Миљуш, Иван Гудељ, Јосип Чоп, Ведран Рожић, Златко Вујовић (' Џевад Прекази), Блаж Слишковић, Душан Пешић (' Горан Шушњара), Ненад Шалов, Иве Јеролимов                    | Зоран Симовић, Зоран Вулић, Бранко Миљуш, Иван Гудељ, Јосип Чоп, Ведран Рожић, Златко Вујовић (' Џевад Прекази), Блаж Слишковић, Душан Пешић (' Горан Шушњара), Ненад Шалов, Иве Јеролимов                    |
| Стрелци                               | 0-0 | 0-0 |

## Спољашњи извори
- Детаљи на Rec.Sport.Soccer Statistics Foundation
- Детаљи са Финала на Rec.Sport.Soccer Statistics Foundation
- Хајлајтси мечева на сајту Јутјуб